# Vineri, în ajun de Crăciun
Vineri, în ajun de Crăciun (titlu original: Friday After Next) este un film american de comedie de Crăciun din 2002 regizat de Marcus Raboy. Rolurile principale au fost interpretate de actorii Ice Cube, Mike Epps, John Witherspoon și Don "D.C." Curry. Este a doua continuare a filmului Vineri din 1995, după Vinerea viitoare din 2000. În ianuarie 2014, despre un al patrulea film denumit Ultima Vineri s-a afirmat că este în stadiul de dezvoltare.

## Prezentare
Filmul începe atunci când un hoț (Rickey Smiley), deghizat în Moș Crăciun, sparge locuința lui Craig (Ice Cube) și a lui Day-Day (Mike Epps) la ora 3:37 noaptea în Ajunul Crăciunului. Craig se luptă cu hoțul, distrugând apartamentul în timp ce face încercări disperate dar zadarnice de a-l trezi pe Day-Day. Hoțul fuge cu cadourile de Crăciun ale lui Craig și Day-Day precum și cu  banii de chirie. În aceeași dimineață, poliția apare pentru a lua un raport.
După ce poliția pleacă, d-na Pearly (Bebe Drake) apare la ușă și le spune că dacă nu-și plătesc chiria până la sfârșitul zilei îi va evacua. În plus, le promite că dacă nu plătesc la timp îl va pune pe urmele lor pe Damon (Terry Crews), fiul ei homosexual, abia ieșit din închisoare după doisprezece ani. În aceeași zi, Craig și Day-Day sunt angajați pentru a patrula ca agenți de securitate „Top Flight”  de către Moly (Maz Jobrani), managerul și proprietarul unui centru comercial și al unei gogoșerii murdare.
Mai târziu în acea zi, se întâlnesc cu Donna (K.D. Aubert) și Money Mike (Katt Williams), care au un magazin pentru tineret denumit 'Pimps and Hoes.' (Pești și parașute).  În centrul comercial se mai află, de asemenea,  un restaurant cu  BBQ denumit 'Bros. BBQ' deținut de verii părinților, Willie (John Witherspoon) și Elroy (Don "D.C." Curry).
Doi dependenți de cocaină încearcă să jefuiască magazinul lui Money Mike, dar Craig și Day-Day îi prinde. Mike le oferă ca recompensă bani, dar Craig îl refuză și îl invită la petrecerea care va avea loc seara în apartamentul său. Willie și Elroy, deghizați în Moș Crăciun și ren, au probleme cu copiii din restaurant. Apoi apare o bandă de huligani, probabil nepoții unor bătrâne care colindau dar au fost alungate pentru vagabondaj de Day-Day, care începe să-i fugărească pe cei doi agenți de securitate. Fiindu-le imposibil să-i prindă,  aceștia îl pocnesc pe Moly care îi concediază pe Craig și Day-Day. Drept răzbunare,  Willie strecoară șobolani în gogoșeria lui Moly și cheamă inspectorii de la  Departamentul de Sănătate.
Craig si Day-Day organizează o petrecere  mai târziu în acea noapte pentru a recupera banii furați de chirie și ca să nu fie dați afară din apartamentul lor. În timp ce Money Mike se află în toaletă, Damon încearcă să-l violeze, dar scapă după ce prinde  testiculele lui Damon cu un clește. Damon continuă apoi să-l fugărească după ce acesta îi dă drumu și încearcă să scape. Tatăl lui Craig folosește toaleta doamnei  Pearly și aceasta încearcă să se culce cu el pentru a-i scăpa pe Craig si Day-Day de plata chiriei. Dar mama lui Craig intră în apartament și începe o luptă cu doamna Pearly. Craig si Day-Day găsesc și urmăresc fără succes hoțul îmbrăcat în Moș Crăciun, în cele din urmă hoțul este lovit de limuzina  lui Pinky. 
Filmul se termină când Craig și Day-Day își recuperează cadourile de Crăciun și leagă cu o instalație de lumini hoțul pe un coș de pe acoperiș. Este dezvăluit în final că Craig și Donna s-au cuplat și că Damon  încă îl fugărește pe Money Mike, în același timp doamna Pearly sună la poliție pentru a opri petrecerea, doar pentru ca ofițerii de poliție să sosească și să primească marijuana ca mită.

## Distribuție
- Ice Cube — Craig Jones
- Mike Epps — Day-Day Jones/Old Man with Shotgun
- John Witherspoon — Mr. Willie Jones
- Don "D.C." Curry — Uncle Elroy
- Anna Maria Horsford — Mrs. Betty Jones
- Clifton Powell — Pinky
- Terry Crews — Damon Pearly
- Katt Williams — Money Mike AKA LiliPac
- K.D. Aubert — Donna
- Maz Jobrani — Moly
- Reggie Gaskins — Officer Dix
- Rickey Smiley — Robber Santa Claus
- Sommore — Cookie
- Starletta DuPois — Sister Sarah
- Bebe Drake — Mrs. Pearly
- Joel McKinnon Miller — Officer Hole
- Trina McGee-Davis — Cinnamon

## Primire
Filmul are un rating de 25% pe site-ul Rotten Tomatoes, bazat pe 71 de recenzii.

## Coloană sonoră
Coloana sonoră a filmului a fost lansată la 19 noiembrie 2002. Lista pieselor este următoarea:
| #  | Titlu                              | Interpret                                          |
| -- | ---------------------------------- | -------------------------------------------------- |
| 1  | It's the Holidaze                  | Westside Connection                                |
| 2  | Just Chill                         | Flipmode Squad cu Busta Rhymes, Rah Digga & Spliff |
| 3  | High Times (Ride With Us)          | FT cu Tha Eastsidaz                                |
| 4  | Got All'at                         | Nappy Roots                                        |
| 5  | Wonderful World                    | Krayzie Bone cu La Reece & K-Mont                  |
| 6  | Bad News                           | 50 Cent cu G-Unit                                  |
| 7  | Mardi Gras                         | Whateva                                            |
| 8  | Get Ready                          | Roscoe cu Mr. Kane                                 |
| 9  | Go to the Club                     | Calvin Richardson                                  |
| 10 | I Wanna Do Something Freaky to You | Leon Haywood                                       |
| 11 | Slide                              | Slave                                              |
| 12 | This Christmas                     | Donny Hathaway                                     |
| 13 | Santa Baby                         | Eartha Kitt                                        |
| 14 | Silent Night                       | The Temptations                                    |